# Maerten Boelema de Stomme
Maerten Boelema de Stomme (Leeuwarden, 17 de febrero de 1611-Haarlem, 1644) fue un pintor holandés de bodegones del Siglo de Oro neerlandés.

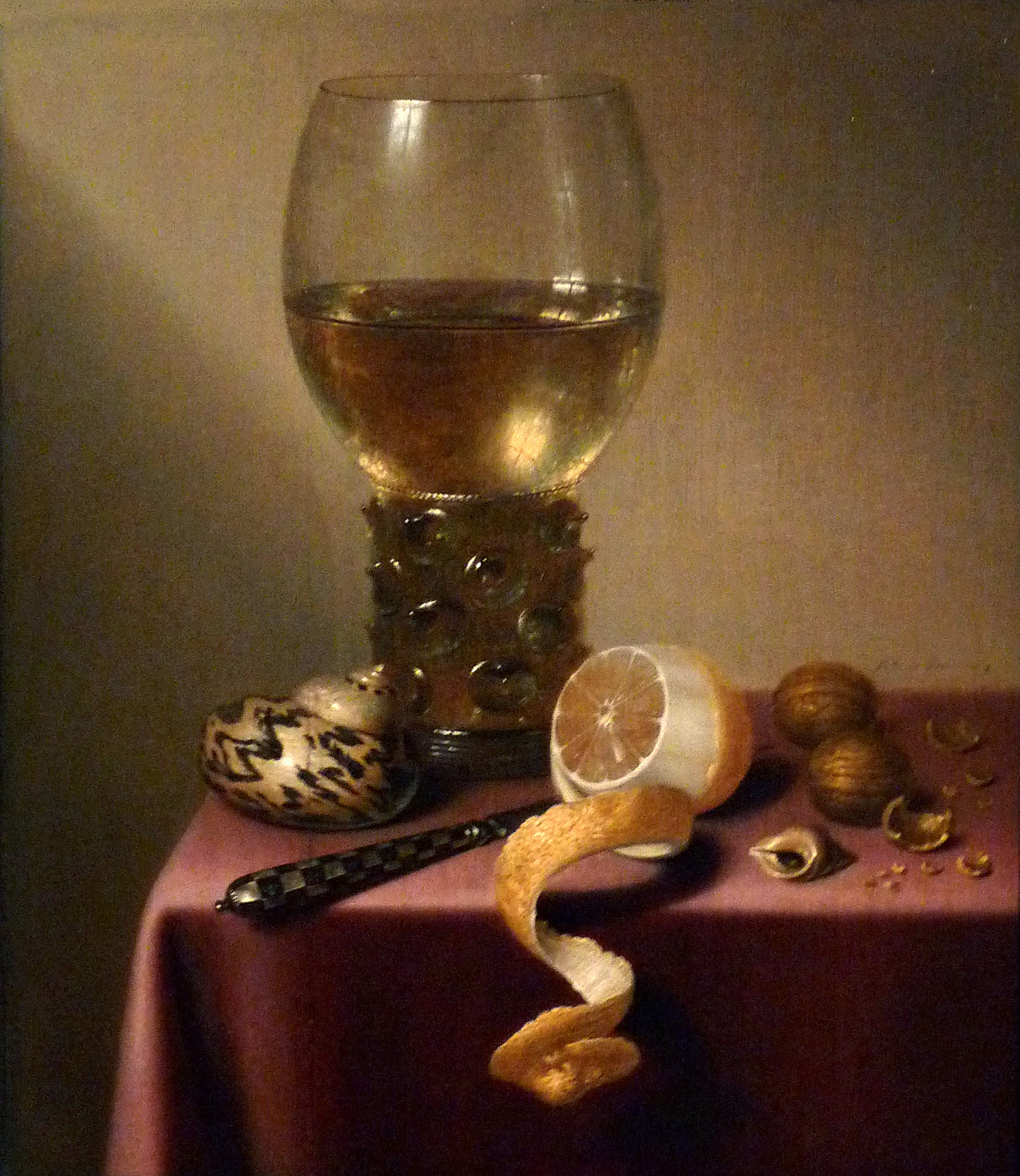
Bodegón con vaso, limón pelado, nueces y caracola en tapete rojo. Reims.

Su apodo de "estúpido" se debe al hecho de que era sordo y mudo, lo cual no le supuso inconveniente alguno para firmar sus obras como "M. B. el estúpido". 
Desde 1642, fue alumno de Willem Claesz Heda, un maestro de la naturaleza muerta en Haarlem, pero murió muy joven. Dada la notable calidad de sus trabajos, se piensa que probablemente ya era un pintor cualificado antes de su etapa de formación con Heda.

## Obras
A pesar de su temprana muerte, en dos años, desde 1642 hasta 1644, produjo una veintena de naturalezas muertas, cuyos temas incluían frutas, "banquetes" y "desayunos". 
- Bodegón con vaso, limón, pelado, nueces y caracola en tapete rojo. 1626-1644, óleo sobre panel, 49 x 40 cm, Musée des Beaux-Arts de Reims.[3]
- Bodegón con una jarra y una copa de nautilus, 1644, óleo sobre panel, 73 × 96 cm, Museo de los Viejos Maestros, Bruselas.[4]
- Bodegón con una jarra, óleo sobre madera, 55 × 70 cm, Museo de Bellas Artes de Agen.[5]

## Galería de imágenes

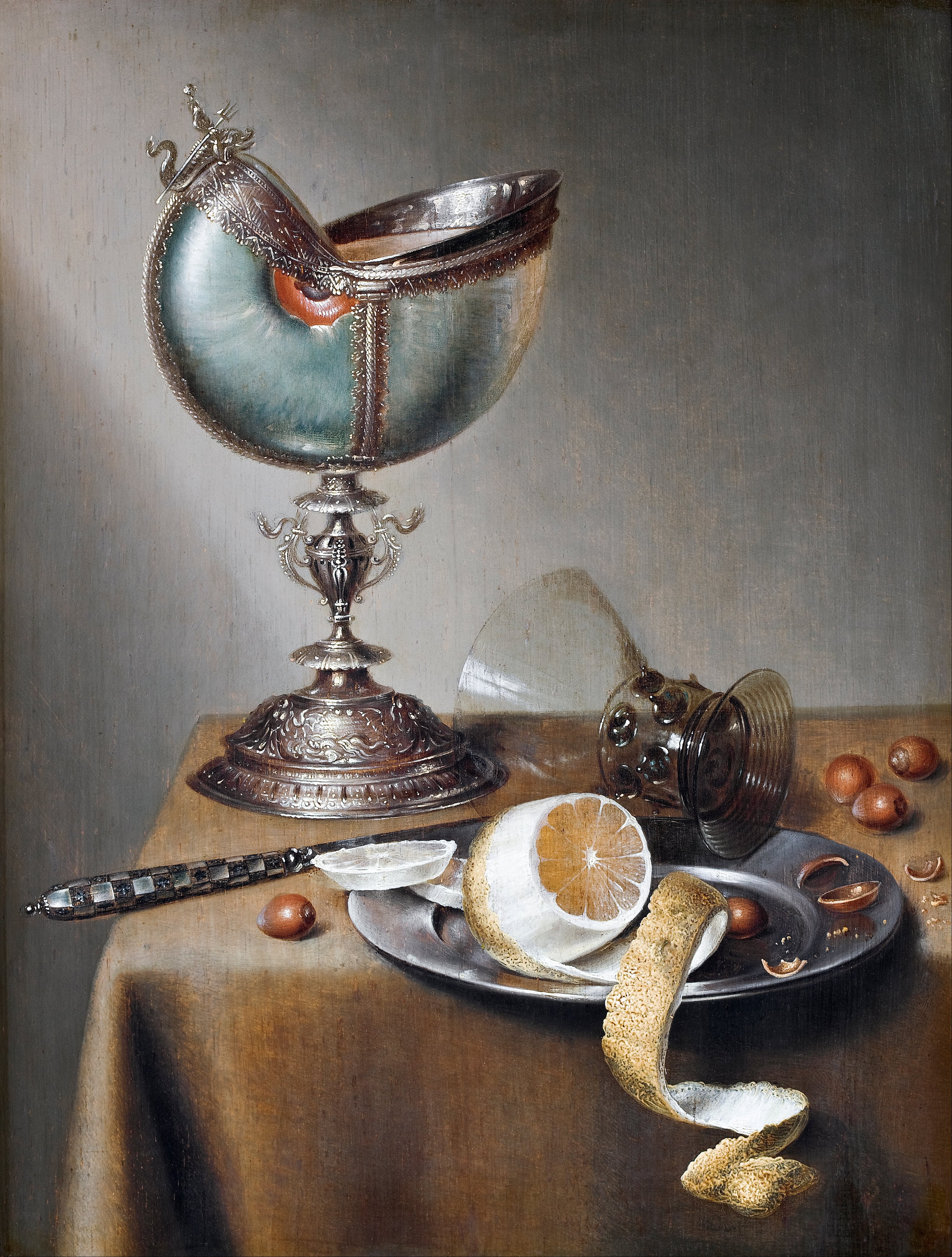
Bodegón. Museo Hallwyl, Estocolmo.
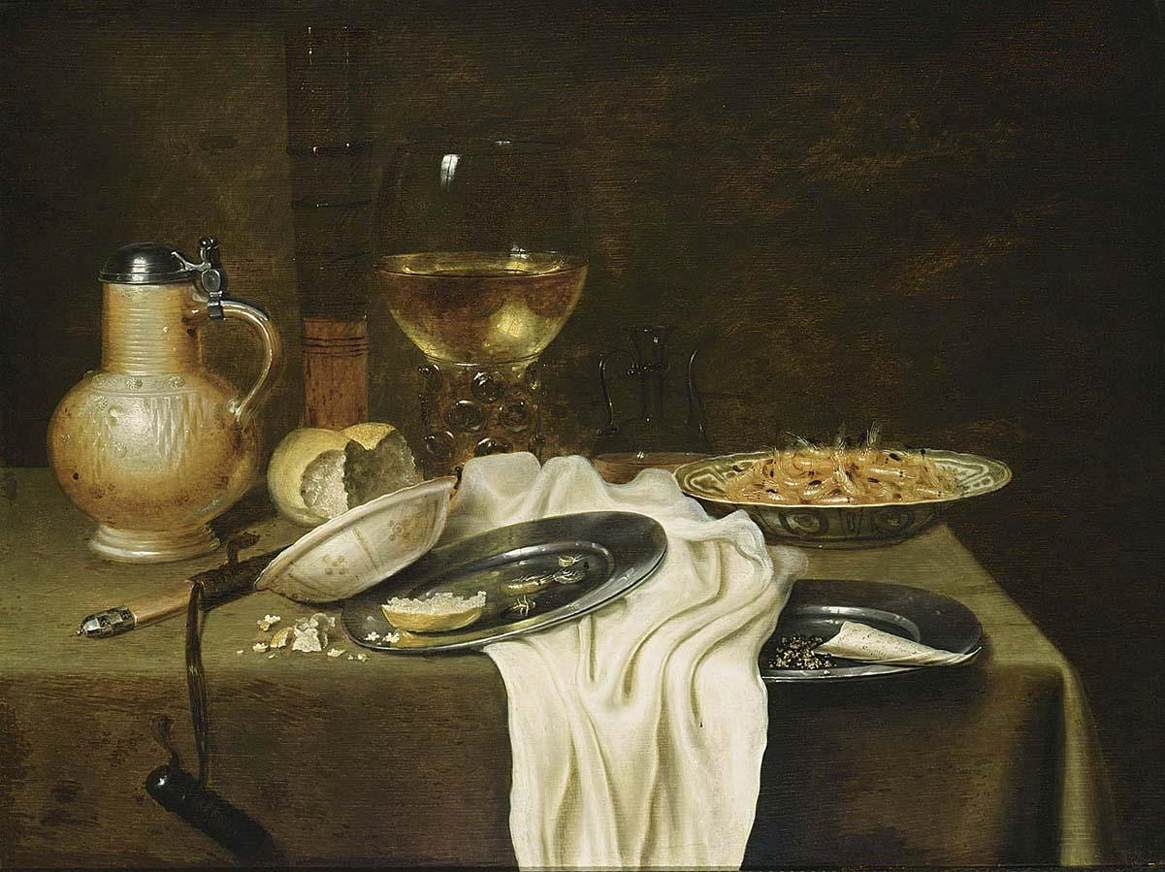
Naturaleza muerta, colección privada.
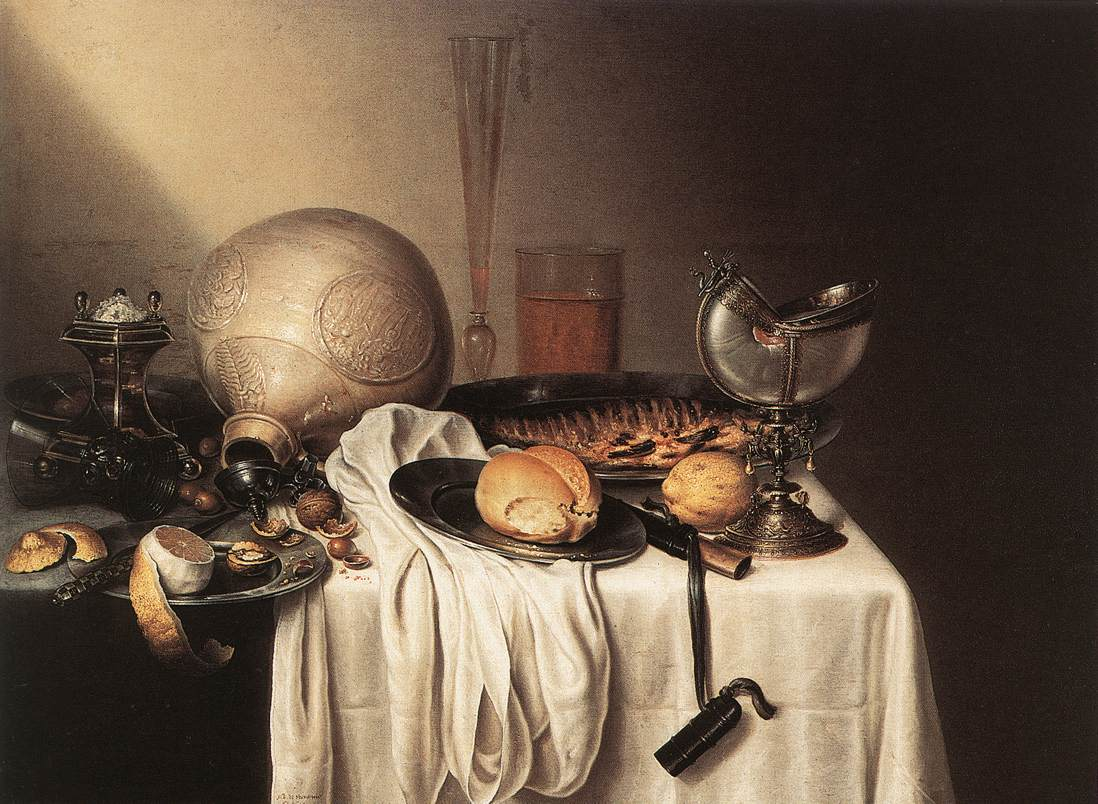
Bodegón con una jarra y una copa de concha de nautilus, 1642-1644. Bruselas.
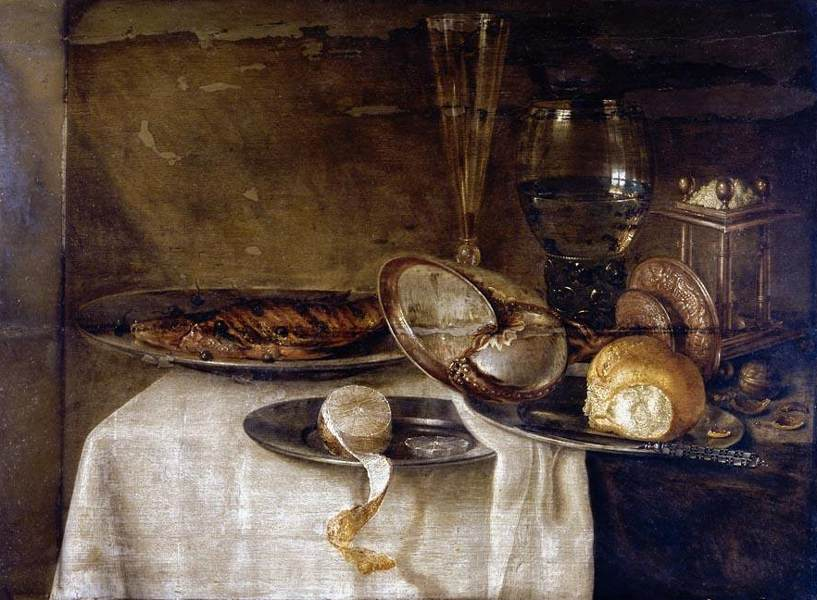
Naturaleza muerta, colección privada.